# Giotbreen
Der Giotbreen ist ein 8 km langer Gletscher im ostantarktischen Königin-Maud-Land. Im Gebirge Sør Rondane fließt er zwischen dem Kampesteinen und  dem Kjelbotnnuten.
Wissenschaftler des Norwegischen Polarinstituts benannten ihn 1973. Namensgeber ist Jacques Giot, Betreuer der Schlittenhunde bei der von 1957 bis 1958 durchgeführten belgischen Antarktisexpedition unter der Leitung von Gaston de Gerlache de Gomery.